# Дьялан-сюр-Шен
Дьялан-сюр-Шен (фр. Dialan sur Chaîne) — муніципалітет у Франції, у регіоні Нижня Нормандія, департамент Кальвадос. Дьялан-сюр-Шен утворено 1 січня 2017 року шляхом злиття муніципалітетів Журк i Ле-Меній-Озуф. Адміністративним центром муніципалітету є Журк. Населення — 1012 осіб (01.01.2021).